# إدي كينغ (لاعب كرة قدم)
إدي كينغ (بالإنجليزية: Eddie King)‏ (و. 1890  م) هو لاعب كرة قدم إنجليزي، مركز لعبه هو لاعب وسط.